# Callipallene phantoma
Callipallene phantoma là một loài nhện biển trong họ Callipallenidae. Loài này thuộc chi Callipallene. Callipallene phantoma được miêu tả khoa học năm 1881 bởi Dohrn.